# 中華人民共和國第十屆全運會花樣游泳比賽
中华人民共和国第十届全运会花样游泳比賽于2005年9月19日至22日在南京奧林匹克體育中心游泳館举行。比赛设女子集体、女子双人、女子单人三个项目。

## 赛程安排
- 9月19日9:00--单人自由自选、双人技术自选
- 9月19日19:30--集体自由自选
- 9月20日9:00--单人技术自选、双人自由自选
- 9月20日19:30--集体技术自选
- 9月21日19:30--集体自由自选决赛、单人自由自选决赛及颁奖
- 9月22日19:30--双人自由自选决赛及颁奖

## 奖牌分布情況
| 項目     | 金牌                                                              | 银牌                                                                | 铜牌                                                                |
| 女子团体 | 侯穎莉 胡妮 錢艾嘉 王婷婷 朱政 史欣 陳娟 湛慧 魏虹 趙遲梅（江苏） | 吳曼 李柔娉 牛玉嬋 賀曉初 王娜 蒋婷婷 蒋文文 何婭 張倩 韓瑩（四川） | 张晓欢 顾贝贝 常思 鍾輗 張晰 袁文靜 于樂樂 范佳晨 秦曄 何丹（北京） |
| 女子单人 | 李震（天津）                                                      | 胡妮（江苏）                                                        | 孙萩亭（上海）                                                      |
| 女子双人 | 张晓欢、顾贝贝、常思（北京）                                      | 蒋文文、蒋婷婷、王娜（四川）                                        | 刘鸥、罗茜、陈晓君（广东）                                          |

## 獎牌榜
| 名次 | 代表團 | 金牌 | 銀牌 | 銅牌 | 總數 |
| ---- | ------ | ---- | ---- | ---- | ---- |
| 1    | 江苏   | 1    | 1    | 0    | 2    |
| 2    | 北京   | 1    | 0    | 1    | 2    |
| 3    | 天津   | 1    | 0    | 0    | 1    |
| 4    | 四川   | 0    | 2    | 0    | 2    |
| 5    | 广东   | 0    | 0    | 1    | 1    |
| 5    | 上海   | 0    | 0    | 1    | 1    |
| 总计 | 总计   | 3    | 3    | 3    | 9    |